# Premuda (Schiff, 1957)
Die Premuda ist ein Fahrgastschiff der kroatischen Reederei Jadrolinija.

## Geschichte
Die Premuda lief – wie ihre beiden Schwesterschiffe Takovo und Trogir – 1956 in Pula vom Stapel und wurde auf den Namen Tuzla getauft und 1957 an die Reederei Jadranska Linijska Plovidba im damals jugoslawischen Rijeka abgeliefert. 1992 kam das Schiff unter die kroatische Flagge; 1997 erfolgte die Umbenennung in Premuda (nach der gleichnamigen Insel
im Archipel der norddalmatinischen Inseln, die der kroatischen Hafenstadt Zadar vorgelagert sind.)
Ab 2001 wurde die Premuda auf der Route Split – Trogir – Drvenik Mali – Drvenik Veli eingesetzt; seit 2013 bedient das Schiff die Route Mali Lošinj – Susak – Unije – Vele Srakane.

## Technische Daten
Das Schiff wird von zwei Dieselmotoren mit zusammen 671 kW (912 PS) Leistung angetrieben. Die Passagierkapazität beträgt 450 Personen.